# Maeklong
Maeklong (taj. แม่น้ำแม่กลอง, RTGS: Maenam Maeklong, IPA mɛ̂ːnáːm mɛ̂ː klɔːŋ) – rzeka w zachodniej Tajlandii. Rozpoczyna swój bieg u zbiegu rzek Khwae Yai i Khwae Noi w pobliżu miasta Kanchanaburi i uchodzi do Zatoki Tajlandzkiej. Do lat 60. również rzeka Khwae Yai była uważana za górny odcinek rzeki Maeklong, tak więc słynny „most na rzece Kwai” w istocie spinał brzegi rzeki Maeklong.